# Københavns Skytteforenings Rekylkorps I - IV
Københavns Skytteforenings Rekylkorps I - IV er en dansk dokumentarfilm.

## Handling
Denne artikel mangler et handlingsreferat. Hjælp os med at skrive det.